# Divorciadas (telenovela)
Divorciadas es una telenovela mexicana que se transmitió por uno de los canales de Telesistema Mexicano (hoy Televisa) en 1961, con episodios de 30 minutos de duración. Producción de Ernesto Alonso bajo la dirección de Rafael Banquells. Protagonizada por la actriz de cine Ariadna Welter quién ingresaría a las telenovelas con esta producción, Ofelia Guilmáin y Susana Cabrera como "Las Divorciadas".

## Argumento
La trama gira en la vida de 3 mujeres que tratarán de cambiar su vida por completo al divorciarse de sus maridos, disfrutándo de lo que no debían hacer cuando estaban casadas.

## Elenco
- Ariadna Welter
- Ofelia Guilmáin
- Susana Cabrera
- Manolita Saval
- Dina de Marco
- Germán Robles
- Ramón Bugarini

## Lista de episodios
- Capítulo 1: El inicio de la novela mostrándo la amargada vida que llevan 3 amigas decididas a divorciarse.
- Capítulo 2: Las amigas comienzan a pensar en lo que sería de su vida si se divorciaran.
- Se desconoce la trama de los demás episodios además de su cantidad.

## Datos a resaltar
- Marcó el debut de Ariadna Welter en telenovelas.
- La telenovela está grabada en blanco y negro.

## Producción
- Historia Original: Julia Guzmán
- Director: Rafael Banquells
- Productor General: Ernesto Alonso